# 長氏
長氏（ちょうし）は、武家・士族・華族だった日本の氏族のひとつ。能登の国人領主。畠山七人衆であるとともに加賀八家の一つ。維新後士族を経て華族の男爵家に列する。

## 来歴

### 鎌倉時代
氏は「長谷部」。鎌倉時代、鎌倉幕府の御家人となった長谷部信連より始まる。信連は幕府から能登国大屋荘を与えられて領主化した。その子孫が「長」姓に改めた。鎌倉時代末期には、足利氏の家人となっている（『鎌倉遺文』）。

### 室町・戦国時代
室町時代に入ると、能登畠山氏の家臣として仕える。長氏で最も著名な人物は、第19代当主となった長続連、その息子で第20代当主・長綱連、第21代当主・長連龍らの親子である。
続連は能登穴水城主で、もとは平加賀秀連の次男だったが、第17代当主・長英連の養子となって長氏を継いだ。続連は畠山義続の時代から畠山七人衆の一人として暗躍した。やがて能登に織田信長の勢力が伸張してくると信長と誼（）を通じて上杉謙信に通じた遊佐続光らを中枢から遠ざけ、子の綱連と共に幼君の畠山春王丸のもと、実権を掌握した。
天正4年（1576年）、上杉謙信による能登侵攻を受けるが、続連主導のもと、七尾城に立て籠もって一度は撃退する（七尾城の戦い）。しかし天正5年（1577年）、謙信の再侵攻を受け、その籠城戦の最中に城内で疫病が流行って進退に窮し、最後は謙信と内通した遊佐続光らによって続連、綱連ら長一族は大半が殺されてしまった。
このとき、長一族で生き残ったのは、続連の次男で信長のもとに援軍要請に赴いていたために命拾いした長連龍と、綱連の末子で七尾城から乳母に抱かれて脱出した長菊末丸のみである。後者はのちに京都清浄院で僧侶となった。連龍は父や兄の死後、長氏の家督を継いで織田信長の家臣となって能登攻めに抜群の功を挙げて父の仇である遊佐続光らを討っている。

天正10年（1582年）に信長が死去すると、七尾城主となった前田利家に仕え、以後は加賀前田家に臣従した。

### 江戸時代
長氏は前田家臣従後も鹿島郡の半分の3万3,000石を領有し、半大名状態だったが、連龍の曾孫の尚連の時代にお家騒動を収拾できなかったことから、前田綱紀は長氏の鹿島半郡の領主権を取り上げた。以後は金沢在住の前田家重臣（禄高：3万3,000石）として長氏は存続した。

### 明治維新後
明治維新後には士族となった。明治17年（1884年）に華族が五爵制になった際に定められた『叙爵内規』の前の案である『爵位発行順序』所収の『華族令』案の内規（明治11年・12年頃作成）や『授爵規則』（明治12年以降16年頃作成）では万石以上陪臣が男爵に含まれており、長家も男爵候補に挙げられているが、最終的な『叙爵内規』では旧万石以上陪臣は授爵対象外となったためこの時点では長家は士族のままだった。
明治15年・16年頃作成と思われる『三条家文書』所収『旧藩壱万石以上家臣家産・職業・貧富取調書』は、当時の当主長克連について所有財産を金禄公債2万7785円、宅地421坪4合、職業は勤学、貧富景況を相応と記している。
旧万石以上陪臣の叙爵が開始されていた時期である明治33年（1900年）5月9日、克連が華族の男爵に叙せられた。本多政似の次男基連がその跡を継ぎ、貴族院の男爵議員に当選して務めた。彼の代に長男爵家の邸宅は東京市麻布区笄町にあった。
2013年（平成26年）、34代当主の長昭連が穴水町の名誉町民になった。